# Parodoi

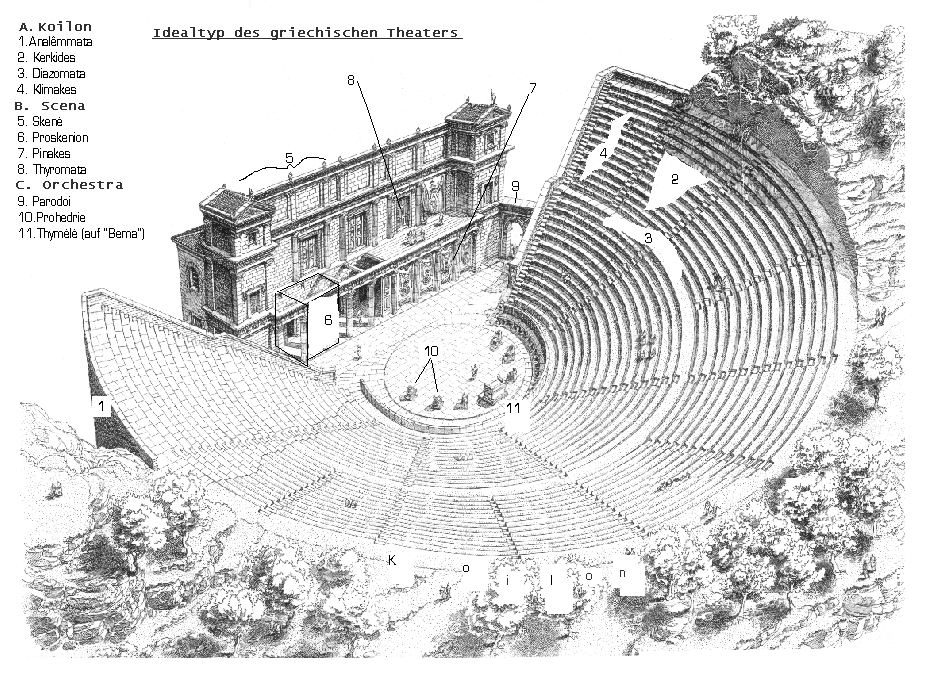
Modello di teatro greco. Le parodoi sono indicate al numero nove.

Le parodoi (πάροδοι), anche chiamate eisodoi, erano, nel teatro greco, due corridoi laterali, posti tra la skené e i sedili per il pubblico.

## Caratteristiche
Attraverso tali corridoi gli attori e il coro (nonché probabilmente il pubblico stesso prima dell'inizio della rappresentazione) entravano nell'orchestra dall'esterno del teatro. La forma singolare del termine è parodos (πάροδος), che peraltro indica anche il canto introduttivo con cui il coro entra in scena all'inizio delle tragedie greche.
L'erudito Giulio Polluce afferma che le parodoi avevano una funzione convenzionale: chi usciva dalla parodos destra era diretto alla città, mentre chi usciva da quella sinistra era diretto fuori città (e la stessa cosa accadeva per le entrate). È possibile che ci sia stato un periodo in cui tale convenzione effettivamente esisteva, ma l'esame dei testi delle opere teatrali a noi note permette di stabilire che nel periodo di massimo splendore del teatro greco (V secolo a.C.) tale schema non era applicato.
Nel teatro latino, venuto meno l'elemento del coro, le parodoi (chiamate versurae) fungevano da ingresso per gli spettatori che occupavano i posti d'onore.